# Passeport formation
Un passeport formation est un document listant les compétences d'un salarié.

## Enjeux du passeport formation
Le passeport formation permet au salarié d'identifier et faire certifier ses connaissances, compétences et aptitudes professionnelles afin de favoriser sa mobilité interne ou externe.
Le principe du passeport formation, tout comme l'entretien professionnel, a été instauré au sein de l'Accord National Interprofessionnel du 5 décembre 2003 par les partenaires sociaux.
Dans le cadre du passeport formation, la formation initiale sera autant considérée que les expériences professionnelles.
Il peut faciliter les VAE (Validation d'Acquis d'Expérience), et permettre d’augmenter les compétences des salariés.
Il permet d’évaluer et définir les besoins en formation futurs des salariés.

## Démarche d'utilisation
Il doit être rempli par le salarié lui-même, après téléchargement sur le site dédié du formulaire.